# Siegfried Hünig
Siegfried Helmut Hünig (Radebeul, 3 de abril de 1921) é um químico alemão. É conhecido pela formulação da diisopropiletilamina